# DOLNOBŘEŽANSKO
Mikroregion Dolnobřežansko je dobrovolný svazek obcí podle zákona v okresu Praha-západ, jeho sídlem je Dolní Břežany a jeho cílem je celkový rozvoj mikroregionu a cestovního ruchu. Sdružuje celkem 8 obcí a byl založen v roce 1997.

## Obce sdružené v mikroregionu
- Dolní Břežany
- Jesenice
- Psáry
- Vestec
- Vrané nad Vltavou
- Ohrobec
- Libeř
- Březová-Oleško
- Zvole
- Okrouhlo
- Zlatníky-Hodkovice